# 葉天士

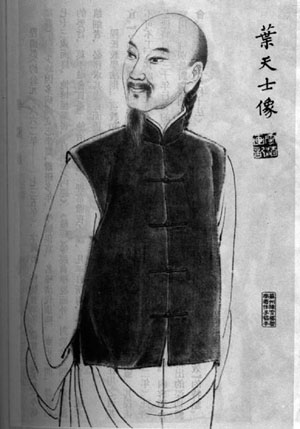
叶天士画像

叶桂（1667年—1747年），字天士，号香巖，别号南阳先生，晚号上津老人，江苏吴县（今苏州市）人士。清代名医，四大溫病學家之一，與薛雪等齊名。

## 生平
葉天士生于清康熙六年（1667年），出身於醫學世家，祖父葉時、父親葉朝採是當地名醫。叶天士自幼廣泛閱讀醫書，一生勤勉用功，善于博采众家之所长，共拜師17人，“师门深广”，在长期的从医生涯中积攒了大量的经验。

## 成就
叶天士最大的成就在于对温病理论的发展，确立了卫气营血辨证。《溫熱論》一書反映了他的學術見解，所謂溫邪由口鼻侵入人體，辨證施治綱領為“衛之後，方言氣，營之後，方言血”、“在衛汗之可也，到氣才可清氣，入營猶可透熱轉氣，入血就恐耗血動血，直須涼血散血”。
在脾胃學說方面，提出“脾胃有心之脾胃、肺之脾胃、肝之脾胃、腎之脾胃”的原理，主張“認清門路，寒熱溫涼以治之，未可但言火能生土而用熱藥”。他对“胃阴”的理解，补充了李杲脾胃论的不足。
叶天士善抓主证，用药极精，对今天的医学工作者仍具有重要的参考价值。今日市面上廣為流行的「京都念慈菴川貝枇杷膏」的處方也是由葉天士以枇杷葉蜜製枇杷膏得來。

## 著作
叶天士一生忙于诊务，无暇著述。逝世之后，其学生和门人顧景文、华岫云、周仲升整理其文稿、医案，汇编而成的《溫熱論》、《临证指南医案》、《葉氏存真》等書。

## 遺訓
死前告誡子孫：「醫可為而不可為。必天資敏悟，讀萬卷書，而後可借術以濟世。不然，鮮有不殺人者，是以藥餌為刀刃也」（沈德潛《香巖傳》）。

## 外部連結
- 葉天士 （页面存档备份，存于） 中藥方劑圖像數據庫 (香港浸會大學中醫藥學院) （中文）（英文）
- 醫效秘傳 （页面存档备份，存于） 中藥方劑像數據庫  (香港浸會大學中醫藥學院) （中文）（英文）

## 影视作品
- 電影

| 年份 | 片名       | 演員   | 剧中姓名 | 备注 |
| 1988 | 姑苏一怪   | 游本昌 | 葉天士   |      |
| 2008 | 醫癡葉天士 | 田小潔 | 葉天士   |      |

- 電視劇

| 年份 | 劇名         | 演員   | 剧中姓名 | 备注                 |
| 2018 | 延禧攻略     | 易勇   | 葉天士   | 剧中年龄明显小于史实 |
| 2022 | 嘉慶君遊臺灣 | 李得全 | 葉天士   |                      |